# Anguillosyllis capensis
Anguillosyllis capensis är en ringmaskart som beskrevs av Francis Day 1963. Anguillosyllis capensis ingår i släktet Anguillosyllis och familjen Syllidae. Inga underarter finns listade i Catalogue of Life.